# جيمس تشيستر
جيمس غرانت تشيستر ((بالإنجليزية: James Chester)‏؛ مواليد 23 يناير 1989) هو لاعب كرة قدم محترف يجيد اللعب كقلب دفاع مع نادي ويست بروميتش ألبيون الإنجليزي والمنتخب الويلزي. ولد في وارينغتون، تشيشير، وبدأ مسيرته مع مانشستر يونايتد كما لعب على سبيل الإعارة مع بيتربورو يونايتد، بلايموث أرغايل وكارلايل يونايتد.

## روابط خارجية
- جيمس تشيستر على موقع الاتحاد الأوربي (الإنجليزية)
- جيمس تشيستر على موقع قاعدة بيانات كرة القدم.إي يو (الإنجليزية)
- جيمس تشيستر على موقع ناشيونال فوتبول تيمز (الإنجليزية)
- جيمس تشيستر على موقع Soccerbase.com (لاعب) (الإنجليزية)
- جيمس تشيستر على موقع Soccerway.com (الإنجليزية)
- جيمس تشيستر على موقع عالم كرة القدم.نت (الإنجليزية)
- جيمس تشيستر على موقع AS.com (الإسبانية)